# Aïcha Chenna
Pour les articles homonymes, voir Ech (homonymie).
Aïcha Chenna, ou Aïcha Ech-Chenna (en arabe : عائشة الشنا), née le 14 août 1941 à Casablanca (Maroc) et morte le 25 septembre 2022 dans la même ville, est une figure emblématique marocaine du militantisme pour les droits des mères célibataires et des enfants nés hors mariage.
Présidente fondatrice de l'Association Solidarité Féminine (ASF) qui œuvre pour les mères célibataires et leurs enfants, Aïcha Ech-Chenna a lutté pendant plus de cinquante ans pour défendre les droits des mères célibataires dans un pays où les relations extraconjugales sont passibles de prison ferme et où l'avortement est interdit. Elle a lutté également pour les droits des enfants nés hors mariage et qui ont été longtemps privés des papiers de l'état civil, à leurs droits de vaccination et de scolarité et de porter un nom de famille.

## Enfance et études
Née à Casablanca en 1941, Aïcha Ech-Chenna part dès la petite-enfance vivre avec sa famille à Marrakech. Son père meurt lorsqu'elle a trois ans. Sa mère se remarie. Lorsqu'elle a douze ans, l'époux de sa mère l'oblige à quitter l'école. Sa mère l'emmène alors chez sa sœur (tante de Aïcha) à Casablanca, en vue de poursuivre sa scolarité à l'École française Foch et au Lycée Joffre. 
Après trois ans de mariage, la mère de Aïcha divorce et part à son tour chez sa sœur à Casablanca  pour se consacrer à sa fille Aïcha, elle vend tous ses bijoux pour subvenir à son éducation. 
Aïcha quitte l'école à l'âge de seize ans et trouve un emploi dans un hôpital casablancais, où elle travaille comme secrétaire dans le cadre du Programme National de lutte contre la tuberculose. 
En 1960, elle rejoint l'École d'État d'infirmière. Sur l'avis de ses amis, elle passe les tests et examens pour l'accès à la profession d'infirmière où elle est admise avec succès. À la suite de l'obtention de son diplôme d'État, Aïcha travaille dans une unité d'éducation et de sensibilisation au Ministère de la Santé pour devenir, ensuite, coordinatrice d'un programme de sensibilisation en santé publique.
De 1962 à 1980, elle occupe le poste d'animatrice d'Éducation Sanitaire et sociale à la préfecture médicale de Casablanca.
En 1972, elle anime la première émission télévisée de l'Éducation Sanitaire à la télévision de Casablanca.

## Un parcours de militante associative
Dès l'âge de seize ans, Aïcha entame ses activités associatives. En 1959, elle travaille comme bénévole dans une association de protection de l'enfance et dans la Ligue Marocaine de Lutte contre la Tuberculose.
En 1985 , Aïcha Ech-Chenna fonde à Casablanca l'Association Solidarité Féminine (ASF) pour la défense des droits de la femme et des enfants nés hors mariage,. L'Association avait pour objectif de soutenir les mères célibataires et les femmes victimes de viol, de les réintégrer dans la société par différentes services et activités tel que l'hébergement de la mère célibataire et de son enfant, l'alphabétisation  et la formation à différents métiers: couturière, coiffeuse, décoratrice, restauration, comptable, etc. Ce qui a pour effet de favoriser l'autonomie de ces femmes et de faciliter leur accès au travail et à des activités lucratives, ainsi que de les aider à subvenir à leurs besoins et aux besoins de leurs enfants nés hors mariage. 
Plus tard, l'association devient leader marocaine dans la promotion des droits des femmes et des enfants. Sa mission porte sur la prévention de l'abandon des enfants, nés hors mariage, et dans la réhabilitation socio-économique des mères célibataires. 
En 1995, l'association Reçoit le prix des Droits de l'Homme de la République Française à Paris.

### Le courage de s'occuper des mères célibataires
Pendant sa lutte pour les droits des mères célibataires et des enfants nés hors mariage, Aïcha Ech-Chenna est confrontée à plusieurs critiques. Ses prises de position lui valent des menaces et des lettres d'insultes des milieux conservateurs. Depuis le début de son militantisme, Aïcha Ech-Chenna ne cesse de déclarer avoir sacrifié sa vie pour une cause qui la fait souffrir, mais qu'elle n'a absolument pas la volonté d'abandonner. 
Militante infatigable, Aïcha Ech-Chenna se mobilise pour l'abrogation de certaines dispositions législatives et réglementaires, qui portent atteinte aux droits des femmes et des enfants nés hors mariages. Elle ne cesse de sensibiliser le milieu féminin à la réalité des relations extra-conjugales et aux responsabilités qui y sont liées, dont notamment la situation de mère célibataire et ses difficultés. 
L'un de ses derniers combats porte sur l'obligation d'adopter un programme d'éducation sexuelle à l'école, dans un pays où près de 50.000 enfants naissent dans une relation hors mariage.

### Le livre "Miseria"
Touchée par le sort des femmes victimes de viol et des enfants nés hors mariage et abondonnés, Aïcha Chenna écrit "Miseria", un livre émouvant qui raconte une vingtaine d'histoires de victimes (petites bonnes ou enfants abandonnés) et qui a marqué l'opinion marocaine. 
Le livre dévoile la vérité insupportable des enfants abandonnés par des pères indignes, qui "profitent" de l’archaïsme des lois qui les délestent de leurs responsabilités envers des femmes qu'ils engrossent.

## Distinctions
- 1995 : Prix des droits de l'homme de la République française à Paris pour son association[4].
- 2009 : Opus Prize (États-Unis)[4],[7].
- Prix de la Banque mondiale.

## Décoration
- Chevalière de la Légion d'honneur, 2013[7].